# T. C. Narendran
T. C. Narendran (24 februari 1944 – 31 december 2013) was een Indische entomoloog.
Narendran beschreef ongeveer 700 nieuwe soorten en meer dan 50 nieuwe genera. Hij was gespecialiseerd in vliesvleugeligen (Hymenoptera) met een focus op parasitoïde wespen.
- Gemeinsame Normdatei: 130382191
- International Standard Name Identifier: 0000 0000 6323 6644
- Library of Congress Control Number: n90709533
- Nationale bibliotheek van Australië: 36582646
- Nederlandse Thesaurus van Auteursnamen: 074933132
- Système universitaire de documentation: 098503790
- Trove: 1305323
- Virtual International Authority File: 55253107
- WorldCat: E39PBJmXKjHWbpwbJBj7hTVV4q